# Achaguas
Achaguas – miasto w Wenezueli, w stanie Apure, siedziba gminy Achaguas.
Według danych szacunkowych na rok 2017 liczy 34 400 mieszkańców.